# Ken Follett
Pour les articles homonymes, voir Follett.
Œuvres principales
- série La Fresque de Kingsbridge
- trilogie Le Siècle

Kenneth Martin Follett dit Ken Follett, CBE, né le 5 juin 1949 à Cardiff, est un écrivain britannique (gallois), auteur de best-sellers, romans d'espionnage, thrillers et romans historiques, également mécène du patrimoine français.

## Biographie
Ken Follett naît dans une famille modeste. Son père est inspecteur des impôts. Ses parents étant membres du mouvement chrétien Assemblées de Frères, il ne lui est pas permis de regarder des émissions de télévision, d'écouter la radio et d'aller au cinéma, mais sa mère est une conteuse remarquable et il lit beaucoup, en profitant de la bibliothèque municipale.
La famille déménage à Londres quand le futur écrivain a dix ans. Il fait ses études secondaires étant d'abord un élève médiocre mais devenant graduellement un bon élève. Finissant l'école en 1967, il entre à l'University College de Londres. Il participe aux intenses mouvements de protestation estudiantins qui caractérisent cette époque, principalement contre la guerre du Viêt Nam. Il s'éloigne en même temps de la religion. Il se marie très jeune, après sa première année à l'université, ayant son premier enfant en 1968. Il finit ses études par une licence de philosophie, puis il suit un cours de journalisme de trois mois.
Il entre dans la vie active en tant que journaliste stagiaire au South Wales Echo de Cardiff, où il travaille pendant trois ans. Il écrit des reportages sur des événements courants. Il s'intéresse à la musique pop, interviewant des vedettes comme Stevie Wonder ou les membres de Led Zeppelin.
Il retourne à Londres en 1973, au journal Evening News. Continuant de s'intéresser à la politique, mais devenant plus modéré, de centre-gauche, il devient membre de l'Union nationale des journalistes (en) et du Parti travailliste, sans être un militant actif. La même année naît son deuxième enfant. N'étant pas satisfait de l'évolution de sa carrière de journaliste, il l'abandonne en 1974 et entre à la petite maison d'édition Everest Books. Il commence en même temps à écrire des romans, certains sous pseudonyme, d'autres signés de son nom. Le premier à être publié est The Big Needle, paru aux États-Unis sous le titre The Big Apple. Ce livre n'a pas de succès mais l'écrivain s'affirme petit à petit avec des romans paraissant jusqu'en 1978, sans succès considérable. Pendant ces années, il est en contact avec l'agent littéraire Al Zuckerman qui lui donne des conseils utiles pour attirer le grand public.
Le succès, qui est aussitôt international également, vient avec le roman d'espionnage Eye of the Needle (littéralement « chas de l'aiguille » traduit en français sous le titre L’Arme à l’œil). Il lui apporte son premier prix littéraire, le prix Edgar-Allan-Poe 1979, décerné par l'association Mystery Writers of America. 10 millions d'exemplaires de ce livre étant vendus, Ken Follett devient riche et se consacre définitivement à l'écriture. La même année, il loue une villa dans le Midi de la France, près de Grasse, où il habite avec sa famille pendant trois ans.
De retour en Angleterre, dans le Surrey, il travaille avec acharnement, et publie de nombreux livres à succès. En même temps, il s'engage dans les projets du Parti travailliste. Il divorce et épouse Barbara Broer, qui sera membre du parlement pour la circonscription de Stevenage entre 1997 et 2010, et ministre de l'Égalité dans le gouvernement de Gordon Brown. Ils vivent dans le Hertfordshire.
Ken Follett est actif dans la vie publique comme président de l’Institut de dyslexie, administrateur dans l’Association nationale pour l’alphabétisme, gouverneur de l’école primaire et de la maternelle de Roebuck, mécène de l’Économie domestique de Stevenage.
L'écrivain ressent de l'attachement pour la France. En 2021, il décide ainsi de reverser à la Fondation du patrimoine l'intégralité des droits d'auteur de son livre Notre-Dame, publié en 2019 après l’incendie de Notre-Dame de Paris, afin de restaurer la cathédrale Saint-Samson de Dol-de-Bretagne, fondée par un Gallois comme lui.
Musicien amateur, il a appris la guitare en autodidacte à l'âge de 14 ans. Il chante et joue de la guitare basse avec le groupe Damn Right I Got the Blues qu'il a fondé il y a une vingtaine d'années, et joue occasionnellement d'une basse de balalaïka avec le groupe de musique folk Clog Iron. Il confie se détendre avec la musique dont l'exercice est spontané au contraire de l'écriture. Son groupe de blues rock, dont a fait partie son fils Emanuele, joue pour les galas de bienfaisance du parti travailliste dont sa femme Barbara Follett a été membre, et a enregistré un titre de Muddy Waters, Hoochie Coochie Man.

## Œuvre

### Romans

#### SérieApples Carstairs
Cette série est parue sous le pseudonyme Simon Myles.
1. (en) The Big Needle, 1974Paru aux États-Unis sous le titre The Big Apple
2. (en) The Big Black, 1974
3. (en) The Big Hit, 1975

#### SériePiers Roper
1. (en) The Shakeout, 1975
2. (en) The Bear Raid, 1976

#### SérieLa Fresque de Kingsbridge
1. Les Piliers de la Terre, Stock, 1990 ((en) The Pillars of the Earth, 1989)  (ISBN 2-234-02262-2 et 2-2340226-30)Paru en français en deux tomes titrés Ellen et Aliena
2. Un monde sans fin, Robert Laffont, 2008 ((en) World Without End, 2007)  (ISBN 978-2-221-09619-2)
3. Une colonne de feu, Robert Laffont, 2017 ((en) A Column of Fire, 2017)  (ISBN 978-2-221-15769-5)
4. Le Crépuscule et l'Aube, Robert Laffont, 2020 ((en) The Evening and the Morning, 2020)  (ISBN 978-2-221-15770-1)préquelle de Les Piliers de la Terre
5. Les Armes de la lumière, Robert Laffont, 2023 ((en) The Armour of Light, 2023)  (ISBN 978-2-221-15771-8)Le dernier ouvrage de la série

#### TrilogieLe Siècle
1. La Chute des géants, Robert Laffont, 2010 ((en) Fall of Giants, 2010)  (ISBN 978-2-221-11082-9)
2. L'Hiver du monde, Robert Laffont, 2012 ((en) Winter of the World, 2012)  (ISBN 978-2-221-11083-6)
3. Aux portes de l'éternité, Robert Laffont, 2014 ((en) Edge of Eternity, 2014)  (ISBN 978-2-221-11084-3)

#### Autres romans
- (en) Amok: King of Legend, 1976Sous le nom de Bernard L. Ross.
- Le Scandale Modigliani ((en) The Modigliani Scandal, 1976)Sous le nom de Zachary Stone.
- (en) The Mystery Hideout, 1976Sous le nom de Martin Martinsen. Paru aux États-Unis sous le titre The Secret of Kellerman's Studio
- (en) The Power Twins, 1976Sous le nom de Martin Martinsen.
- Paper Money, Le Livre de poche, 2012 ((en) Paper Money, 1977)  (ISBN 978-2-253-16012-0)Sous le nom de Zachary Stone.
- (en) Capricorn One, 1978Sous le nom de Bernard L. Ross. Basé sur un scénario de Peter Hyams
- L'Arme à l'œil, Robert Laffont, 1980 ((en) Eye of the Needle, 1978)  (ISBN 2-221-00437-X)Paru aux États-Unis sous le titre Storm Island - Prix Edgar-Allan-Poe du meilleur roman 1979
- Triangle, Robert Laffont, 1980 ((en) Triple, 1979)  (ISBN 2-221-00514-7)
- Le Code Rebecca, Robert Laffont, 1981 ((en) The Key to Rebecca, 1980)  (ISBN 2-221-00761-1)
- L'Homme de Saint-Pétersbourg, Robert Laffont, 1982 ((en) The Man from St. Petersburg, 1982)  (ISBN 2-221-01062-0)
- Comme un vol d'aigles, Stock, 1983 ((en) On Wings of Eagles, 1983)  (ISBN 2-234-01653-3)
- Les Lions du Panshir, Stock, 1986 ((en) Lie Down with Lions, 1985)  (ISBN 2-234-01899-4)
- La Nuit de tous les dangers, Stock, 1991 ((en) Night Over Water, 1991)  (ISBN 2-234-02471-4)
- La Marque de Windfield, Robert Laffont, 1994 ((en) A Dangerous Fortune, 1993)  (ISBN 2-87645-230-8)
- Le Pays de la liberté, Robert Laffont, 1996 ((en) A Place Called Freedom, 1995)  (ISBN 2-876-45248-0)
- Le Troisième Jumeau, Robert Laffont, 1997 ((en) The Third Twin, 1996)  (ISBN 2-221-08227-3)
- Apocalypse sur commande, Robert Laffont, 1999 ((en) The Hammer of Eden, 1998)  (ISBN 2-221-08228-1)
- Code Zéro, Robert Laffont, 2001 ((en) Code to Zero, 2000)  (ISBN 2-221-08777-1)
- Le Réseau Corneille, Robert Laffont, 2002 ((en) Jackdaws, 2001)  (ISBN 2-221-08778-X)
- Le Vol du Frelon, Robert Laffont, 2003 ((en) Hornet Flight, 2002)  (ISBN 2-221-09618-5)
- Peur blanche, Robert Laffont, 2005 ((en) Whiteout, 2004)  (ISBN 2-221-09617-7)
- Pour rien au monde, Robert Laffont, 2021 ((en) Never, 2021)  (ISBN 2-221-25492-9)
- Le Cercle des jours, Robert Laffont, 2025 ((en) Circle of Days, 2025)  (ISBN 978-2-221-27709-6)

### Essais
- Cinq Milliards au bout de l'égout, J.-C. Simoën, 1977 ((en) The Heist of the Century, 1978)Écrit avec René Louis Maurice.
- Notre-Dame, Robert Laffont, 2019 ((en) Notre-Dame: A Short History of the Meaning of Cathedrals, 2019)

### Caractéristiques de l'œuvre

#### Un découpage cinématographique
Plusieurs caractéristiques expliquent l'efficacité des romans historiques de Ken Follett :
- la qualité de la documentation historique réunie pour chaque roman (L'auteur remercie d'ailleurs les documentalistes qui ont collationné ces documents),
- son style d'écriture « journalistique » qui privilégie à la fois les descriptions détaillées des lieux et des situations,
- les rappels (tel personnage était celui qui...) et l'élaboration de la psychologie des personnages, révélée tant par leurs actions que par leurs monologues intérieurs et l'amplitude de leurs sentiments.

Si cette écriture facilite la mémorisation des personnages et de leur caractère, Follett compense la prévisibilité potentielle de leurs réactions par les nombreux retournements qui jalonnent le récit. Cette écriture atteint son apogée dans le plus lu de ses romans, Les Piliers de la Terre, saga romanesque sur fond de construction de cathédrales au XIIe siècle. L'articulation du roman fait se succéder des situations concernant les divers personnages de l'intrigue. Ces personnages, séparés et sans rapport, apparaissent dans les premiers chapitres, se rapprochent au fil des pages pour se rencontrer lors du dénouement final. Pour amplifier et dynamiser cette convergence, l'auteur modifie son découpage au fil du roman. Les premières scènes accordent un chapitre complet à chaque personnage, alors que les dernières basculent de plus en plus fréquemment de personnage à personnage, exprimant l'accroissement de la tension de l'action.
La technique narrative mise au point par Ken Follett dans ses romans est donc parfaitement contemporaine. Elle se rattache à l'écriture du cinéma et des séries télévisées : effets narratifs très visuels avec des descriptions détaillées, psychologie des personnages aisément mémorisable, découpage s'accélérant progressivement jusqu'au dénouement final.

#### Une inspiration historique partielle
Plusieurs des romans historiques de Ken Follett s'appuient sur des recherches et l'utilisation de la trame d'un événement ou d'une période importante de l'histoire, mais l'intrigue prend ensuite quelques libertés avec cette dernière. Les inspirations sont nombreuses : Moyen Âge dans Les Piliers de la Terre et Un monde sans fin, guerres de religion en Europe au XVIe siècle dans Une colonne de feu, XIXe siècle dans La Marque de Windfield, ou révolution iranienne dans Comme un vol d'aigles. La Chute des géants a lancé une série intitulée Le Siècle, qui fait passer le lecteur de la Première Guerre mondiale dans le tome I à la Seconde Guerre mondiale dans le tome II baptisé L'Hiver du monde pour, finalement, le plonger dans l'univers de la guerre froide dans le dernier roman de la trilogie, Aux portes de l'éternité.

## Adaptations

### Cinéma et télévision
- 1981 : L'Arme à l'œil (Eye of the Needle), film germano-britannique réalisé par Richard Marquand[5]
- 1985 : Le Code Rebecca (The Key to Rebecca), téléfilm américain réalisé par David Hemmings
- 1986 : Commando sur Téhéran (On Wings of Eagles), mini-série américaine en deux épisodes réalisée par Andrew V. McLaglen
- 1994 : L'Aigle rouge (Lie Down with Lions), téléfilm britannico-américain réalisé par Jim Goddard (en)
- 1997 : Le Troisième Jumeau (The Third Twin), téléfilm canadien réalisé par Tom McLoughlin
- 2010 : Eisfieber (Whiteout), téléfilm allemand réalisé par Peter Keglevic
- 2010 : Les Piliers de la Terre (The Pillars of the Earth), mini-série germano-canadienne en huit épisodes de 52 minutes, réalisée par Sergio Mimica-Gezzan
- 2012 : Un monde sans fin (World Without End), mini-série germano-canado-britannique en huit épisodes de 45 minutes, réalisée par Michael Caton-Jones
- 2016 : A Dangerous Fortune, téléfilm allemand réalisé par Christian Schwochow
- 2026 : Le réseau Corneille, série française[6]

### Comédies musicales
- 2016 : Jordens Søjler (Danemark), d'après Les Piliers de la Terre[5]
- 2019 : Den Evige Ild (Danemark), d'après Une colonne de feu
- 2020 : début de la production de Los Pilares de la Tierra (Espagne), d'après Les Piliers de la terre[7]

### Jeux vidéo
Ont été réalisés deux jeux vidéo d'après Les Piliers de la Terre, un d'après Un monde sans fin, et un autre d'après Une colonne de feu.

### Bande dessinée
- Le dessinateur Steven Dupré et le scénariste Alcante livrent une adaptation en bande dessinée des Piliers de la Terre. La série est prévue en six volumes, dont le premier paraît en 2023 chez Glénat[9].

## Distinctions
Ken Follett a reçu une multitude de récompenses dans le monde.

### Prix
- 1979 : Prix Edgar-Allan-Poe dans la catégorie Meilleur roman pour L'Arme à l'œil[11]
- 1999 : Prix Bancarella pour Apocalypse sur commande[12]
- 2003 : Prix de littérature Corine dans la catégorie Weltbild Readers pour Le Réseau Corneille[10]
- 2003 : Audie Award (en) dans la catégorie Fiction, abrégé pour Le Réseau Corneille[13]
- 2008 : Prix Olaguibel, décerné par le Colegio Oficial de Arquitectos Vasco-Navarro pour la promotion de l'architecture[14]
- 2010 : International Thriller Writers Awards (en) dans la catégorie Maître du Thriller[15]
- 2013 : Grand Master Award décerné par Mystery Writers of America[10]

### Décorations
- Ordre de l'Empire britannique à titre civil. Il est fait Commandeur (CBE) lors des Honneurs d'anniversaire 2018 (en)[10].
- Officier de l'ordre des Arts et des Lettres. Il est fait officier en 2019[10].

### Sociétés savantes
- 1994 : Membre de l'University College de Londres[10]
- 2011 : Membre de la Literature Wales (en), anciennement Welsh Academy[10]
- 2018 : Membre de la Royal Society of Literature[16]

### Doctorathonoris causa
Il a obtenu plusieurs doctorats honoris causa en lettres :
- Saginaw Valley State University (en) ( États-Unis, 2007)[10]
- Université de Glamorgan ( Royaume-Uni, 2007)[10]
- Université d'Exeter ( Royaume-Uni, 2008)[10]
- Université du Hertfordshire ( Royaume-Uni, 2018)[17]